# Dècada del 970 aC
La dècada del 970 aC comprèn el període que va des de l'1 de gener del 979 aC fins al 31 de desembre del 970 aC.

## Esdeveniments
- 978 aC - Siamun succeeix a Osorkon com a faraó d'Egipte.
- Rei Zhao de Zhou (regnat 977/75-957) va pujar al tron el quart rei de la dinastia Zhou xinesa.[1]